# Proeudesicrinus lifouensis
Proeudesicrinus lifouensis is een zeelelie uit de familie Eudesicrinidae.
De wetenschappelijke naam van de soort werd in 1990 gepubliceerd door N. Améziane-Cominardi & J.-P. Bourseau.